# Le Plus Gros Connard de l'univers
Le Plus Gros Connard de l'univers (The Biggest Douche in the Universe en version originale) est le quinzième épisode de la sixième saison de la série animée South Park, ainsi que le 94e épisode de l'émission.

## Synopsis
Au début de l'épisode, Cartman est emmené à l'hôpital. Après intervention de Chef, il s'avère qu'Eric a besoin d'être désenvouté de l'âme de Kenny (qu'il a ingéré dans Une échelle pour aller au ciel). Pendant ce temps, Stan tente de prouver au monde que John Edward, un médium qui tient son émission de télévision, n'est qu'un imposteur.

## Caricatures
- Rob Schneider (caricature)
- John Edward (caricature et photos)
- Martin Luther King (photo dans le salon des parents de Chef)

## Mort deKenny
Dans cet épisode, Kenny ne meurt pas mais il se fait exorciser. Puis, Schneider mange un rôti de veau contenant l'âme de Kenny et meurt, empalé par un mât dans une bande annonce (en référence à la mort de Kenny dans Muscle Plus 4000).